# Conomma cardwellensis
Conomma cardwellensis is een hooiwagen uit de familie Pyramidopidae.